# IPod nano
Az iPod nano az iPod család második legkisebb tagja, a legkisebb kijelzővel ellátott iPod-modell. Hét generációja van, az első öt „kattintható kerék”-kel, a hatodik, hetedik pedig érintőképernyővel vezérelhető.

## Története
Az iPod nano 2005-ben jelent meg, az iPod mini utódjaként. A minivel ellentétben ebben merevlemez helyett flashmemória volt. Az iPod nano rendkívül sikeres lett, bár tárolókapacitása nem közelíti meg az iPod classicét.

## 1. generáció
Az első generációs nanót 2005-ben mutatták be. A mérete 40x90x6,9 mm és 42 gramm volt. Egy 176x132 pixeles, 1,5" átmerőjű 65536 színű kijelzőt építettek bele. Fehér és fekete színben lehetett kapni.

## 2. generáció
A 2. generáció 2006. szeptember. 12-én jelent meg. Az iPod mini színes alumínium designját kapta, fekete, szürke, zöld, pink és kék színben vásárolhattuk meg. A készülék 32%-kal vékonyabb volt, mint az előző generáció.

## 3. generáció
A 2007-es modell legnagyobb újítása a 2" méretű QVGA (320x240 pixel) kijelző volt, ami a készüléket az eddigi hosszúkás téglalap alakról egy négyzetes téglalapra változtatta. A készülék további újítása a Cover Flow nézet volt, ami az albumborítók közötti navigációt segíti.

## 4. generáció
A 2008-as modell az első két generáció hosszúkás formáját és a 3. generáció 2" méretű kijelzőjét kapta. Ezt a modellt már lila, sárga és narancssárga színekben is meg lehetett venni. Újdonsága a giroszkóp, ami a Cover flow nézet megnyitásánál, illetve a játékoknál jöhet jól. A mérete 90,7x38,7x6,2 mm és 36,8 gramm.

## 5. generáció
Az előző modellhez hasonlít kinézetben, csak nagyobb képernyőt, kamerát és FM-rádiót kapott.

## 6. generáció
A 2010-es modell négyzet alakot és érintőképernyőt kapott. A képernyő átmérője 1,5"-re csökkent, és lekerült róla a kamera is. Cserébe kapott egy csipeszt, amivel a ruhánkra tudjuk csatolni (Steve Jobs szavaival élve: "hordható" lett).

## 7. generáció
A legújabb, 2012-es modell téglalap alakot és Home-gombot kapott.

## Támogatott zene formátumok
- MP3 (16-320 kbps)
- MP3 VBR
- AAC (8-320 kbps)
- védett AAC (iTunes Storeból, M4A, M4B, M4P)
- Audible (formátumok 2, 3, 4) és WAV